# Achour Bourached
Ashour Bourashed (arabe : عاشور بو راشد) est un membre du Conseil national de transition pendant la révolution libyenne de 2011. Il y représente la ville de Derna.

## Sources
- (en) Cet article est partiellement ou en totalité issu de l’article de Wikipédia en anglais intitulé « Ashour Bourashed » (voir la liste des auteurs).